# El Viso del Alcor
El Viso del Alcor és una localitat de la província de Sevilla, Andalusia, Espanya. L'any 2005 tenia 17.194 habitants. La seva extensió superficial és de 20 km² i té una densitat de 859,7 hab/km². Les seves coordenades geogràfiques són 37° 23′ N, 5° 43′ O. Està situada a una altitud de 143 metres i a 28 kilòmetres de la capital de la província, Sevilla.
| 1996   | 1998   | 1999   | 2000   | 2001   | 2002   | 2003   | 2004   | 2005   | 2006   |
| ------ | ------ | ------ | ------ | ------ | ------ | ------ | ------ | ------ | ------ |
| 15.886 | 15.918 | 16.036 | 16.170 | 16.276 | 16.355 | 16.597 | 16.805 | 17.194 | 17.497 |